# Szjarhej Anatolevics Martinav
Szjarhej Anatolevics Martinav, belaruszul: Сяргей Анатолевіч Мартынаў (Vereja, 1968. május 18. –) olimpiai bajnok fehérorosz sportlövő.

## Pályafutása
A Moszkvai területhez tartozó Vereján született. 1988 és 2012 között hat olimpián vett részt. Az 1988-as szöuli olimpián szovjet színekben indult légpisztoly versenyszámban és a 14. helyen végzett. Következő olimpiája, melyen részt vett az 1996-os atlantai játékok voltak, ahol már fehérorosz színekben versenyzett. Kisöbű puska fekvő versenyszámban hatodik, összetettben a nyolcadik helyen végzett. A 2000-es sydney-i és a 2004-es athéni olimpián is kisöbű puska fekvő versenyszámban bronzérmet szerzett, míg az összetettben a 9. illetve a 29. helyen végzett. A 2008-as pekingi olimpián nem szerzett érmet sportpuska fekvőben a nyolcadik, összetettben a 34. lett. A 2012-es londoni olimpián csak sportpuska fekvő versenyszámban indult és 44 évesen olimpiai bajnok lett.

## Sikerei, díjai
- Olimpiai játékok – sportpuska, fekvő
  - aranyérmes: 2012, London
  - bronzérmes (2): 2000, Sydney, 2004, Athén
- Európa-bajnokság
  - ezüstérmes: 2013 (sportpuska, fekvő – csapat)
  - bronzérmes: 2013 (sportpuska, fekvő)
- Európa-játékok – sportpuska, fekvő
  - bronzérmes: 2015, Baku